# هایواردز هیث
latitudeهایواردز هیثlongitudeهایواردز هیث
هایواردز هیث (به انگلیسی: Haywards Heath) یک شهرک در بریتانیا است که در Mid Sussex واقع شده‌است.

## خصوصیات
هایواردز هیث ۹٫۷۵ کیلومترمربع مساحت و ۲۲٬۸۰۰ نفر جمعیت دارد.

## خواهرخوانده
شهرهای Bondues و تروان‌اشتاین خواهرخوانده‌های هایواردز هیث هستند.